# Hyalinobatrachium fragile
Espèce
Synonymes
- Centrolenella fragilis Rivero, 1985

Statut de conservation UICN

 VU B1ab(iii) : Vulnérable
Hyalinobatrachium fragile est une espèce d'amphibiens de la famille des Centrolenidae.

## Répartition
Cette espèce est endémique du Venezuela. Elle se rencontre au Cojedes, au Yaracuy, au Carabobo, en Aragua et au La Guaira de 100 à 700 m d'altitude dans la cordillère de la Costa.

## Publication originale
- Rivero, 1985 : Nuevos centrolenidos de Colombia y Venezuela. Brenesia, vol. 23, p. 335-373.